# 趙氏高原鰍
趙氏高原鰍（學名：Triplophysa zhaoi）為輻鰭魚綱鯉形目條鰍科高原鰍屬的其中一種。分布於亞洲中國新疆維吾爾族自治區吐魯番盆地淡水流域，體長可達8公分，棲息在沼澤溪流底層水域，生活習性不明。

## 扩展阅读
維基物種上的相關：趙氏高原鰍